# Buča (Ucraina)
Buča (in ucraino e russo: Буча; AFI: /ˈbut͡ʃɐ/; Bucha secondo la traslitterazione anglosassone) è una città ucraina (37 321 abitanti) nel distretto di Buča, nell'oblast' di Kiev. Ospita l'amministrazione del distretto di Buča e della comunità territoriale di Buča, una delle comunità territoriali dell'Ucraina.
Fino al 18 luglio 2020 Buča costituiva una città di rilevanza regionale e fungeva da centro amministrativo del distretto di Buča, sebbene non appartenesse al distretto. Come parte della riforma amministrativa dell'Ucraina, che ridusse a sette il numero di distretti dell'oblast' di Kiev, la città fu integrata nel distretto di Buča.

## Storia
Un villaggio sorse sicuramente prima del XVII secolo, periodo in cui si riscontrano in fonti scritte i toponimi Buča e Jablun'ka/Jabłonka in riferimento ad un insediamento sorto sulla riva sinistra del fiume Buča a circa 37 verste da Kiev. Intorno al 1898, nell'ambito della realizzazione della ferrovia Kiev-Kovel', fu realizzata nei pressi del villaggio una stazione ferroviaria, attivata nel 1901, che permise al villaggio di espandersi. Durante la seconda guerra mondiale Buča fu quartier generale del 1º Fronte Ucraino guidato dal generale sovietico Nikolaj Fëdorovič Vatutin in vista dell'offensiva di Kiev del dicembre 1943.
Il 9 febbraio 2006 per decreto della Verchovna Rada ha ricevuto lo status di città di rilevanza regionale con decorrenza a partire dal 1º gennaio 2007.
Durante l'invasione russa dell'Ucraina del 2022 si sono verificati alcuni combattimenti nella città, che è stata temporaneamente occupata dalle forze armate russe fino al 31 marzo, data in cui gli ucraini ne hanno rivendicato la riconquista. Il 2 aprile successivo il sindaco ha dichiarato che almeno 300 persone sarebbero state sepolte in fosse comuni e lungo una strada sarebbero stati rinvenuti 20 cadaveri di civili giustiziati, secondo gli ucraini, dalle forze occupanti russe. Il Ministero della difesa russo ha rigettato le accuse, sostenendo che l'uccisione di civili a Buča non sia stata opera di militari russi.
Queste affermazioni delle autorità russe sono state smentite da vari gruppi investigativi e organizzazioni giornalistiche in tutto il mondo. Testimonianze oculari dei residenti di Buča hanno affermato che sono state le forze armate russe a commettere le uccisioni.

## Infrastrutture e trasporti
Nella città è presente uno scalo ferroviario, la stazione di Buča.

## Amministrazione

### Gemellaggi
- Kovel'
- Tjačiv
- Tuszyn
- Jasło
- Bergamo

## Sport
La principale squadra di calcio della città era il FC Buča, che giocava allo stadio Juvilejnyj, dove sono state disputate alcune partite nel 2016 per le qualificazioni al campionato europeo UEFA under-19 del 2017.